# Gallery (компания)
Gallery — бывшая российская компания, специализирующаяся на наружной рекламе. С 2018 по июль 2023 года входила в группу компаний «Медиа-1».
В июле 2023 года была полностью выкуплена группой компаний «Russ».

## История
- 1994 — 4 ноября, регистрация компании «Outdoor Gallery». Проведены исследования региональных рынков наружной рекламы: Урал, Сибирь, Поволжье, Центральная часть и Юг России.
- 1995—2003 — Открыты региональные представительства в Екатеринбурге, Челябинске, Перми, Иркутске, Казани, Калининграде, Самаре, Владивостоке, Новосибирске, Красноярске, Краснодаре, Ростове-на-Дону, Воронеже, Тюмени, Уфе, Саратове, Архангельске, Владивостоке, Иркутске, Хабаровске, Волгограде, Ставрополе, Омске, Ангарске, Набережных Челнах, Нижнекамске, Альметьевске и Сочи.
- 2003 — Покупка сети РА «Оникс» (Красноярск)[3].
- 2005 — Покупка компании Soviet Urban Image (Москва)[4].
- 2006 — Компания стала первой российской компанией, разместившей высокодоходные еврооблигации на сумму $175 млн. Вхождение на рынок Нижнего Новгорода и Казани посредством участия в муниципальных тендерах, в которых компания выиграла право на установку около 100 поверхностей в каждом городе. Покупка компаний: «Ремас Сити» (Ижевск), «Овионт реклама», «WestDia Media», «Техпрогресс», РА «Элен-Медиа», «ТВ-проект», «Река времени» (Москва), «А-2» (Екатеринбург)[5], PVG Media (Санкт-Петербург), MTM (Челябинск), Проспект (Барнаул)[6], Гамма (Бийск)[6]. Расширение линейки форматов. Выход на рынок Indoor. Установка цифровых экранов в ТЦ «МЕГА», «Европарк», «Магнит». Запущена система «горячих» on-line продаж с помощью web-сайта www.gallerymedia.com.
  - Standard & Poor's подтвердило долгосрочный кредитный рейтинг «В-» Gallery. Прогноз изменения рейтингов — «Позитивный».
- 2007 — Фонд Morgan Stanley Principal Investments приобретает крупный пакет акций Gallery[7]. Представители фонда входят в состав совета директоров компании. Gallery получает PIK заём в размере $100 млн Gallery приобретает компанию Век Рекламы (Уфа)[8], Бикс Плюс (Саратов)[9], Стимул Групп (Сочи)[10], 70 % акций компании IMTV (Москва), Город Медиа[11], Сити Проект (Москва). Внедрение нового вида рекламного носителя на транспорте. Gallery входит на рынок Украины и становится оператором номер 2 на рынке наружной рекламы.
- 2008 — В состав совета директоров Компании вошёл независимый директор Том Годдард. Решением акционеров компании он был назначен председателем совета директоров.
- 2009 — 26 февраля Standard & Poor’s понизило долгосрочный кредитный рейтинг и рейтинг долговых обязательств Gallery Media с «В-» до «ССС+» из-за проблем с ликвидностью и ухудшением ситуации на российском рынке[12];
  - 8 апреля — директор по маркетингу Компании Рашид Нежеметдинов возглавил вновь созданный Комитет по медиаизмерениям и информационному обеспечению при Московской Торгово-Промышленной Палате (МТПП)[13].
  - август — менеджмент компании достиг договорённостей с кредиторами о сокращении долга с 326 млн долларов США до 95 млн долларов США.
- В 2012 году компания после нескольких лет убытков получила прибыль в размере 5,9 млн долларов США[14].
- В 2013 году Gallery одержала победу в аукционе на право установки и эксплуатации средств наружной рекламы в Москве. По результатам открытого аукциона Gallery выиграла два лота на 672 и 88 мест. Общее количество выигранных поверхностей составляет 760 мест, сроком на 10 лет[15]. Gallery вывела на рынок новый формат — Digital billboard. По итогам 2013 года оборот компании составил свыше 211 млн долларов США. Показатель EBITDA составил около 60 млн долларов США.
- В 2014 компания одержала победы в аукционах на право установки и эксплуатации средств наружной рекламы в Краснодаре, Перми, Волгограде, Воронеже, Саратове, Энгельсе, Челябинске, Тюмени и других городах России. Увеличена собственная сеть Digital billboard до 85 конструкций в 12 крупнейших городах страны.
- В марте 2014 года компания объявляет о досрочном погашении еврооблигаций, которые были размещены в 2010 году на Люксембургской Фондовой Бирже на сумму 100 млн долларов.
- 2016 — Gallery ещё раз подтвердила статус лидера в цифровой наружной рекламе: её собственная сеть digital-билбордов в России выросла до 136 конструкций, 104 из которых расположены в Москве.
- По данным на октябрь 2022 года в активе Gallery более 770 цифровых рекламных конструкций в 20 городах России.

## Собственники
В 2018 году новым собственником стал холдинг «Медиа1» Ивана Таврина.
До 2018 года крупнейшим акционером Gallery был инвестиционный фонд Baring Vostok Private Equity Fund III, остальными 23 %, по данным «СПАРК-Интерфакса», владели два кипрских офшора — Radiodepo и Vesdia Media.
В 2015 контроль над группой Gallery возвращают себе структуры Baring Vostok Capital Partners и Анатолия Мостового. Другие совладельцы спасать Gallery от дефолта не захотели.
В 2010 году после дефолта по облигация собственником стала зарегистрированная на Британских Виргинских островах Gallery Media Holding Ltd. Эта компания была учреждена в рамках реструктуризации обязательств группы перед держателями еврооблигаций на $175 млн, по которым Gallery допустила дефолт в кризисном 2009 году. Держатели тех дефолтных облигаций в 2010 году получили 68 % Gallery, а 30 % — получили две американские управляющие компании Beach Point Capital Management и Post Advisory Group и 2 % компания Da Vinci Capital, которая помогала кредиторам в переговорах по реструктуризации долга. Из прежних акционеров в новой Gallery доли получили только структура Baring Vostok Capital Partners (смогла сохранить за собой 23,15 %) и Анатолий Мостовой (сохранил лишь 6,85 %).
До дефолта 2009 года собственниками являлись: Baring Vostok Capital Partners (45,7 %), Анатолий Мостовой (владел чуть больше 23 %), Morgan Stanley (21,3 %), ЕБРР (владел 7,5 %) и бывший гендиректор группы Салим Тарани (около 2 %).

## Руководство
По состоянию на 2022 год генеральным директором компании являлась Мария Александровна Комарова, Павел Белянин — заместитель генерального директора по коммерческим вопросам.

## Награды
- «Лидер качества рекламных услуг Дальневосточного региона 2008»[18].
- «Привлекательный работодатель — 2008».
- «Лидер наружной рекламы Воронежа — 2011».
- «Лидер наружной рекламы Астрахани — 2012».
- «МедиаМенеджер-2014» — Анатолий Мостовой, Вице-президент Gallery по стратегическому развитию и маркетингу, «За внедрение и успешное коммерческое развитие нового направления в наружной рекламе России — digital billboards»[19].
- ODA (Outdoor Digital Awards) — 2018. Номинация «Большой золотой экран года»[20].
- Премия Рунета — 2020. Лауреат премии в номинации «Экономика и бизнес»[21].
- ODA (Outdoor Digital Awards) — 2020. Номинация «Digital трансформатор в OOH»[22].
- Топ-менеджеры НПБК — 2021. Out-of-home агентства[23].
- Медиаменеджер России — 2021. «Медиахолдинги» и «Реклама и маркетинговые коммуникации»[24].
- Большая рыба — 2021. Лучший принт/аутдор года[25].
- Премия Рунета — 2021. Лауреат премии в номинации «Креативные индустрии»[26].
- ODA (Outdoor Digital Awards) — 2021. Номинация «За вклад в цифровую трансформацию отрасли».
- МИКС Россия — 2022. Best use of DOOH[27].